# Renault Trucks gamme K
Le Renault Trucks gamme K est un camion de chantier fabriqué par Renault Trucks.
Présenté le 11 juin 2013, il répond à la norme Euro 6 qui nécessite un filtre à particules.
Le camion, qui repose sur une base Volvo FMX, possède une cabine de conception française avec une marche supplémentaire à l'arrière pour voir le chargement.
Il est équipé de moteurs diesel 6 cylindres en ligne à injection directe allant de 380 à 520 ch et d'une boîte de vitesses robotisée en série pour un poids total autorisé en charge (P.T.A.C.) de 18 à 54 tonnes. Il existe en configuration 4x4, 6x6 , 8x6 et 10x4